# オノフリオ・アバーテ
オノフリオ・アバーテ（Onofrio Abbate Pascià、1824年2月29日 - 1915年10月11日）は、イタリアの医師、自然主義者、そして作家であった。

## 出自
彼は医学の学位を取得し、当時の有名な眼科医であるソクラテス・ポララの学生であり、眼科医になったと同時に文学に興味を抱いた。 1845年、彼はエジプトに移住し、そこでアレクサンドリア州立病院の院長になった。